# Milan (Nou Hampshire)
Milan és una població dels Estats Units a l'estat de Nou Hampshire. Segons el cens del 2000 tenia 1.331 habitants.

## Demografia
Segons el cens del 2000, Milan tenia 1.331 habitants, 532 habitatges, i 388 famílies. La densitat de població era de 8,3 habitants per km².
Dels 532 habitatges en un 31,8% hi vivien nens de menys de 18 anys, en un 62,4% hi vivien parelles casades, en un 5,5% dones solteres, i en un 26,9% no eren unitats familiars. En el 21,4% dels habitatges hi vivien persones soles el 7,9% de les quals corresponia a persones de 65 anys o més que vivien soles. El nombre mitjà de persones vivint en cada habitatge era de 2,5 i el nombre mitjà de persones que vivien en cada família era de 2,92.
Per edats la població es repartia de la següent manera: un 25,8% tenia menys de 18 anys, un 3,7% entre 18 i 24, un 29,8% entre 25 i 44, un 28,5% de 45 a 60 i un 12,3% 65 anys o més.
L'edat mediana era de 41 anys. Per cada 100 dones de 18 o més anys hi havia 107,1 homes.
La renda mediana per habitatge era de 40.966$ i la renda mediana per família de 47.361$. Els homes tenien una renda mediana de 32.500$ mentre que les dones 20.670$. La renda per capita de la població era de 19.818$. Entorn del 3% de les famílies i el 5,7% de la població estaven per davall del llindar de pobresa.